# Telekommunikationsindustrie in China
Die Telekommunikationsindustrie in China durchlief in ihrer Geschichte mehrere Reformen, die zu vielen Umstrukturierungen des heimischen Telekommunikationsmarktes führten. Der chinesische Markt wird im Bereich der Telekommunikationsdienstleistungsanbieter von drei Staatsbetrieben dominiert, welche durch eine Reform des Staatsrates im Jahr 2008 geformt wurden: China Mobile (Chinesisch: 中国移动), China Unicom (Chinesisch: 中国联通) und China Telecom (Chinesisch: 中国电信). Im Bereich der Netzwerkausrüster sind Huawei und Zhong Xing Telecommunication Equipment Company Limited (ZTE) national und international bedeutende chinesische Unternehmen.

## Geschichte
Die erste Telegrafenleitung in China wurde im Juni 1871 in Shanghai in Betrieb genommen und von der dänischen Firma Great Northern Telegraph Company (GNTC) installiert. Von chinesischer Seite wurde im Oktober 1877 die erste Telefongrafenleitung selbstständig verlegt und gesteuert. Die erste staatliche Institution für Telekommunikation wurde 1880 als das Generalbüro für Telegrafen etabliert. Die beiden ausländischen Firmen GNTC und die British Eastern Extension Australia and China Telegraph Company (EEACT) boten 1882 erstmals Telefondienste in Shanghai an. Weitere ausländische Firmen drängten in den Folgejahren auf den chinesischen Markt, welcher bis dahin frei von Regulierung und staatlicher Aufsicht war.

### Die Jahre 1901 bis 1978
Im November 1901 gründete die chinesische Regierung das Ministerium für Post und Verkehr, welches als staatliche Behörde die Telekommunikation im Land verwalten und beaufsichtigen sollte. Ab 1908 begann das Ministerium für Post und Verkehr damit die privaten Telekommunikationsanbieter aufzukaufen und zu verstaatlichen.
Im Sino-japanischen Krieg während der Jahre 1937–1945 wurde Chinas Telekommunikationsinfrastruktur größtenteils zerstört. In den folgenden Jahren kam während des Bürgerkrieges 1946–1949 zwischen der Kuomintang und der Kommunistischen Partei Chinas die Entwicklung der Telekommunikation zum Erliegen.
Nach der Entstehung der Volksrepublik China wurde am 1. November 1949 das Ministerium für Post und Telekommunikation (MPT) gegründet, welches für die strategische und konzeptionelle Planung und Gestaltung der Post und Telekommunikation im Land zuständig wurde. Nur das Militär und die Bahnindustrie durften eigene Netze verwalten. Gleichzeitig wurde es ausländischen Firmen untersagt in China im Bereich der Telekommunikation und Post tätig zu werden. Eine staatliche Monopolverwaltung wurde somit im Telekommunikations- und Postsektor etabliert.

### Die Jahre 1978 bis 1998
Im Zuge der Reform- und Öffnungspolitik von Deng Xiaoping sollte die Telekommunikationsindustrie vom politischen Instrument zum kommerziellen Wirtschaftssektor transferiert werden. Die Bereitstellung der Telekommunikation lag zunächst noch in der Hand des MPT und seiner nachgeordneten Post- und Telekommunikationsadministrationen, die in den jeweiligen Provinzen als Staatsbetriebe die Verwaltung von Diensten und Netzen ausführten. 1988 wurden jedoch drei Verwaltungsbüros des MPT als Unternehmen ausgegliedert. Unternehmerische Aufgaben sollten klar vom MPT getrennt werden, welches nur noch für Regulierungen, Leitlinien und strategische Planung der Post und Telekommunikationsindustrie verantwortlich sein sollte.  Am 27. April 1995 registrierte das MPT den Telekommunikationsbetrieb China Directorate of Telecommunications unter dem Markennamen China Telecom. Zuvor wurde am 14. Juli 1994 bereits zur weiteren Öffnung des Marktes, die China United Communications Corporation (Unicom) unter Mithilfe dreier Ministerien und 13 Staatsbetrieben als zweiter Netzbetreiber und Telekommunikationsanbieter gegründet. Zum ersten Mal gab es zwei Konkurrenten in Chinas Telekommunikationswirtschaft, wohingegen in der Praxis weiterhin die Vormachtstellung des aus dem MPT gegründeten Betriebes China Telecom bestand.
Im Jahre 1998 beschloss die chinesische Regierung das MPT zu restrukturieren. Im April desselben Jahres wurde das Ministerium für Informationsindustrie (MII) aus dem MPT und dem Ministry of Electronic Industry (MEI) und Teilen weiterer Ministerien geschaffen. Es sollte den Telekommunikationsmarkt in China regulieren, Leitlinien schaffen und den Wettbewerb fördern.

### Die Jahre 1999 bis 2008
Seit 1999 durchlief die chinesische Telekommunikationsindustrie drei wichtige und tiefgreifende Reorganisationen. Um die Dominanz von China Telecom zu beenden, wurde das Unternehmen bei der ersten Reorganisation im Februar 1999 in vier einzelne und selbstständige Betriebe gespalten, die für unterschiedliche Geschäftsbereiche zuständig sein sollten. Diese waren Festnetzdienste (China Telecom), Mobilfunkdienste (China Mobile), Paging (Guoxin Paging) und Satellitenkommunikation (China Satelite).
Am 10. Dezember 2001 trat die Volksrepublik China der World Trade Organization (WTO) bei und gab am Tag darauf die zweite Reorganisationsrunde des heimischen Telekommunikationsmarktes bekannt. Diese beinhaltete, dass China Telecom geographisch in zwei Unternehmen geteilt wurde, die vorerst jeweils nur in Nord- bzw. Südchina tätig sein durften. Im Norden wurde die China Telecom Nord und die beiden Unternehmen Netcom und Jitong zur China Network Communications Group Company (Netcom Group) fusioniert. Im Süden und Westen wurden die Provinzen unter der China Telecommunications Group Corporation (China Telecom Group) zusammengefasst.
Bis 2007 war die Telekommunikationsindustrie trotz Reformen weiterhin durch Ungleichgewicht gekennzeichnet. Durch die gestiegene Popularität hatte sich China Mobile mit 48 % Marktanteil am gesamten Telekommunikationsmarkt zum Marktführer entwickelt. Die China Telecom Group hielt 24 % des Marktes und 13 % entfielen jeweils auf die Netcom Group und Unicom.

### Die Jahre 2008 bis Heute
Um das Ungleichgewicht am Markt auszubalancieren, leitete das MII und die National Development and Reform Commission (NDRC) am 23. Mai 2008 eine dritte Reform zur Umstrukturierung des Telekommunikationsmarktes ein. Dabei wurde der gesamte Markt auf die Unternehmen China Telecom, Unicom und China Mobile als Full-Service Anbieter konzentriert, welche in der gesamten Volksrepublik tätig sein durften. Zum ersten Mal standen sich in China drei Anbieter mit relativ ebenbürtiger Finanzkraft, Kundenanzahl und Netzressourcen gegenüber.

## Marktübersicht
Im Mai 2018 betrug die Zahl an Haushalten in China die einen Festnetzanschluss registriert hatten 189,4 Millionen. Hierbei verteilte sich der Marktanteil im Jahr 2014 zu 48,6 % auf China Telecom, zu 40,7 % auf China Unicom und zu 10,7 % auf China Mobile und andere. Die Zahl der abgeschlossenen Mobilfunkverträge betrug im Mai 2018 1,5 Milliarden. Der Marktanteil verteilte sich hierbei im Jahre 2016 zu 63,9 % auf China Mobile, zu 19,9 % auf China Unicom und zu 16,2 % auf China Telecom. Die Umsatzerlöse der gesamten Telekommunikationsindustrie in der Volksrepublik China betrugen von Mai 2017 bis Mai 2018 ca. 63,7 Milliarden Euro. Bis 2021 soll Schätzungen von Experten zufolge der Marktwert des drahtlosen Telekommunikationsmarktes auf 152,1 Milliarden Euro steigen.

## Regulierung
Die direkte oberste staatliche Regulierungsbehörde ist das Ministry of Information Industry. Es ist zuständig für die Planung, Administration und der technischen Standardisierung der Telekommunikation in China. Im Konkreten ist das u. a. die Festlegung von Rahmenbedingungen für Marktordnung und Wettbewerb, Lizenzvergabe, Qualitätskontrollen von Dienstleistungen, Preisregulierung und Erstellung technischer Standards. Das MII muss viele seiner Aufgaben mit der Staatlichen Kommission für Entwicklung und Reform abstimmen und gemeinsam erledigen. Die NDRC ist federführend bei der gesamten wirtschaftspolitischen Gestaltung und der gesellschaftlichen Koordination in China.

## Telekommunikationsanbieter in China
Seit der Reorganisation des Marktes im Jahr 2008 existieren drei große Telekommunikationsanbieter in China:

China Telecom 中国电信 Zhōngguó Diànxìn

## Netzwerkausrüster in China
Die chinesische Firma Huawei Technologies ist der größte Netzwerkausrüster der Welt. Seit den 2000er Jahren konnte Huawei wie auch sein chinesischer Rivale ZTE (Zhong Xing Telecommunication Equipment Company Limited) international stark expandieren und erreicht mittlerweile in allen wichtigen Welthandelsländern relevante Marktanteile.

Huawei 华为技术公司 Huáwéi Jìshù Gōngsī
ZTE 中兴通讯 Zhōngxīng Tōngxùn